# Dingosa murata
Dingosa murata är en spindelart som beskrevs av Volker W. Framenau och Baehr 2007. Dingosa murata ingår i släktet Dingosa och familjen vargspindlar. Inga underarter finns listade i Catalogue of Life.